# Miss Belize
Miss Belize è il nome di due distinti concorsi di bellezza attraverso i quali vengono scelte le rappresentanti del Belize per Miss Universo (Miss Universo Belize) e Miss Mondo (Miss Mondo Belize).

## Albo d'oro

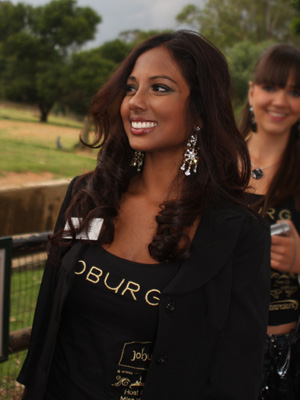
Charmaine Chinapen, Miss Mondo Belize 2008.

| Anno | Miss Universo Belize           | Miss Mondo Belize             |
| ---- | ------------------------------ | ----------------------------- |
| 1975 | Pelisamay (Lisa) Longsworth    |                               |
| 1977 | Dora Maria Phillips            |                               |
| 1978 | Christina Margarita Ysaguirre  |                               |
| 1979 | Sarita Diana Acosta            |                               |
| 1980 | Ellen Marie Clarke             |                               |
| 1981 | Ivette Zabaneh                 |                               |
| 1982 | Sharon Kay Auxillou            |                               |
| 1983 | Shirlene Dianne McKoy          |                               |
| 1984 | Lisa Patricia Ramírez          |                               |
| 1985 | Jennifer (Jenny) Woods         |                               |
| 1986 | Romy Ellen Taegar              |                               |
| 1987 | Holly Emma Edgell              | Janine Sylvestre              |
| 1988 |                                | Pauline Young                 |
| 1989 | Andrea Shermane McKoy          | Martha Badillo                |
| 1990 | Ysela Antonia Zabaneh          | Ysela Antonia Zabaneh         |
| 1991 | Josephine "Josie" Gault        | Josephine "Josie" Gault       |
| 1993 | Melanie Smith                  |                               |
| 1995 | Deborah Wade                   |                               |
| 1996 | Ava Lovell                     |                               |
| 1997 | Sharon Domínguez               |                               |
| 1998 | Elvia Lilia Vega               |                               |
| 1999 | Viola Jeffery                  |                               |
| 2000 | Shiemicka La-Shanne Richardson |                               |
| 2002 |                                | Karen Anita Russell           |
| 2003 | Becky Belinda Bernard          | Dalila Violeta Vanzie Montano |
| 2004 | Leilah Anne Magdalena Pandy    |                               |
| 2005 | Andrea Erlington               |                               |
| 2007 | Maria Jeffrey                  | Felicita “Leesha” Arzú        |
| 2008 |                                | Charmaine Chinapen            |
| 2009 |                                | Leticia "Lety"Lara            |
| 2010 |                                | Jessel Lauriano               |
| 2011 | Felicita “Leesha” Arzú         |                               |